# Kandi (artist)
Kandi Burruss-Tucker, född den 17 maj 1976 i Atlanta, Georgia, är en amerikansk Grammy Award-vinnande R&B-sångerska, musikproducent och låtskrivare, professionellt känd som enbart Kandi eller under pseudonymen Kandi Girl. 
Efter att ha varit medlem i den Atlanta-stationerade multiplatina-säljande musikgruppen Xscape började Kandi att själv skriva och producera låtar. Tillsammans med en före detta bandmedlem från Xscape, Tameka "Tiny" Cottle, skrev hon "No Scrubs" som senare spelades in av TLC. Låten blev en hit och belönades med en Grammy Award, en MTV Music Award och Soul Train Music Award. Hon fortsatte sedan att skriva låtar åt artister som Mariah Carey, Alicia Keys, Boyz II Men, Da Brat, NSYNC, N-Toon, Solo, Usher, Fantasia, Mýa, Joe, MC Lyte och Whitney Houston. År 2000 skrev Kandi på för Columbia Records släppte sedan sitt debutalbum Hey Kandi.... Skivans prestationer kom dock att bli mediokra jämfört med tidigare album-hits tillsammans med Xscape. Skivans ledande singel, "Don't Think I'm Not" hade dock respektingivande placeringar på USA:s musiklistor och klättrade till en 24:e plats på USA:s Billboard Hot 100. Uppföljaren "Cheatin' on Me" misslyckades att matcha liknande framgångar varför Kandi och Columbia gick skilda vägar en tid efter releasen av albumet. Hey Kandi... har till dato sålt över 350 000 kopior internationellt. 
Efter att ha fortsatt sin låtskrivarkarriär och vunnit det prestigefyllda ASCAP Rhythm & Soul Music Award med utmärkelsen "Songwriter of the Year" återkom hon i december år 2010 med albumet Kandi Koated som blir sångerskans bäst-listpresterande album på USA:s R&B-lista. Skivans ledande singel; "Leave U" tog sig till en 84:e plats på USA:s R&B-lista. 

## Diskografi
Studioalbum
- 2000 – Hey Kandi...
- 2010 – Kandi Koated

EP
- 2009 – Fly Above

Singlar
- 2000 – "Don't Think I'm Not"
- 2001 – "Cheatin' on Me"
- 2009 – "Fly Above"
- 2010 – "Leave U"
- 2011 – "Me & U"